# Dreifaltigkeitskirche (Żagań)

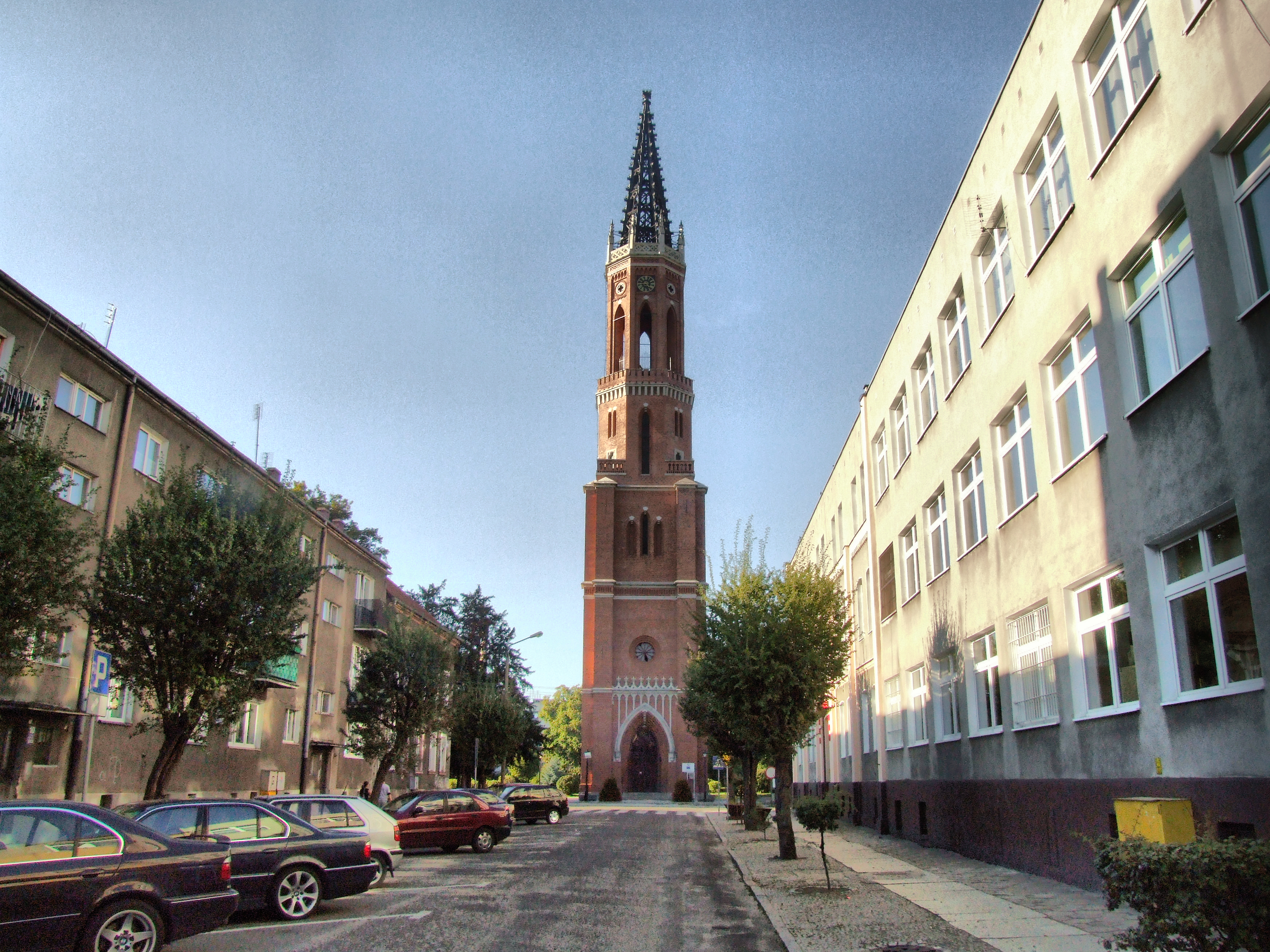
Turm der vormaligen Dreifaltigkeitskirche Sagan

Die Dreifaltigkeitskirche (polnisch Ewangelicky Kościół Łaski im. Trójcy Św. – „Evangelische Gnadenkirche namens Heilige Dreifaltigkeit“) war vor 1945 eine evangelische Kirche in Sagan, Kreis Sagan (heute Żagań in der Woiwodschaft Lebus in Polen). Sie entstand als eine der sechs evangelischen Schlesischen Gnadenkirchen nach der Altranstädter Konvention von 1709. Obwohl sie bei Kriegsende 1945 nur gering beschädigt worden war, wurde sie 1965 auf Anordnung der Behörden gesprengt. Erhalten hat sich lediglich der neugotische Turm.

## Geschichte
Die Gnadenkirche der Heiligen Dreifaltigkeit wurde 1709 als Fachwerkkirche errichtet. Es war ein Saalbau mit abgeschrägten Ecken und dreigeschossigen Emporen. 1712 erhielt die Kirche einen barocken Altar. Um 1840 wurde das Fachwerk ummauert. 
Nachdem Peter von Biron, Herzog von Kurland und Semgallen 1786 das Herzogtum Sagan erworben hatte, errichtete er im Gewölbe unter dem Turm eine Krypta als Familiengruft für sich, seine Familie und seine evangelischen Nachkommen. Dort wurden er, seine Ehefrau Gräfin Dorothea von Kurland und die Töchter Pauline von Sagan und Johanna Katharina (1783–1876) beigesetzt.

## Kirchturm
Der erhaltene neugotische Kirchturm (Wieża ewang. Kościoła Łaski im Trójcy) mit durchbrochenem Spitzhelm aus Gusseisen wurde 1843 bis 1845 nach Entwurf des Bunzlauer Architekten Engelhardt Gansel errichtet. In den Jahren 2000 bis 2004 wurde der Turm restauriert, wobei im Kellergewölbe ein eingemauerter Grundstein mit der Jahresangabe „1843“ aufgefunden wurde. Der Turm befindet sich an der ul. Pomorska (vormals Friedrich-Wilhelm-Straße) und wird als Aussichtsturm genutzt.

## Kirchengemeinde
Zur Saganer Kirchengemeinde gehörten zeitweise 92 evangelische Gemeinden. Vor Kriegsende 1945 war sie mit vier Pfarrern besetzt, die 20.000 Gläubige seelsorglich betreuten. Nach dem Übergang Schlesiens an Polen 1945/46 wurden alle Deutschen vertrieben. Im Jahre 2000 wurden die ehemaligen Gemeinderäume der Evangelisch-Augsburgischen Kirche in Polen übergeben und durch den evangelischen Bischof Ryszard Bogusz eingeweiht.